# Marko Rog
Marko Rog (Varaždin, 19 luglio 1995) è un calciatore croato, centrocampista del Cagliari.

## Biografia
Nato a Varaždin, è stato compagno di squadra in nazionale con suo cugino Dario Melnjak.

## Caratteristiche tecniche
È un trequartista, ma può essere schierato anche da regista davanti alla difesa.
Le sue doti migliori sono il dribbling nello stretto, la visione di gioco e la tecnica, l'abilità di inserirsi in zona gol, lo spirito di sacrificio.

## Carriera

### Club

#### Gli esordi in Croazia
Cresce calcisticamente nel Varaždin. Nel 2013 passa in prima squadra risultandone, a fine stagione, il capocannoniere con 17 reti nella terza serie croata.
Viste le sue ottime prestazioni, viene acquistato dal RNK Spalato, club militante in 1.HNL. Il 28 luglio 2014 debutta contro l'Istria 1961 e conclude l'esperienza con 9 reti in 44 presenze.
Il 30 giugno 2015 si trasferisce alla Dinamo Zagabria per 5 milioni di euro firmando un contratto quinquennale. Debutta con i Modri il 12 luglio nel derby di campionato pareggiato 1-1 contro l'Hajduk Spalato.

#### Passaggio al Napoli e prestito al Siviglia
Il 29 agosto 2016 viene acquistato dal Napoli per 13,5 milioni di euro. Il 2 dicembre 2016 debutta in Serie A nella partita vinta 3-0 contro l'Inter, sostituendo Marek Hamšík; il successivo 6 dicembre debutta con il Napoli in Champions League, nell'ultima partita della fase a gironi, contro i portoghesi del Benfica.
Segna il suo primo gol con la maglia del Napoli il 27 agosto 2017, nella vittoria per 3-1 contro l'Atalanta. Quella è stata la sua unica rete in 28 gare di campionato. Il 20 ottobre 2018 segna il gol del definitivo 3-0 nella partita vinta in casa dell'Udinese a pochi secondi dal suo ingresso in campo. Dopo non avere trovato molto spazio con i partenopei, il 29 gennaio 2019 viene acquistato dal Siviglia in prestito secco fino al giugno successivo. Esordisce con gli spagnoli il 20 febbraio 2019 nella partita di ritorno di Europa League contro la Lazio vinta 2-0 nel complessivo 3-0 della squadra andalusa.
Tre giorni più tardi, fa il suo esordio da titolare in campionato nella gara interna persa per 4-2 contro il Barcellona.

#### Gli anni al Cagliari
Il 23 luglio 2019 si trasferisce al Cagliari con la formula del prestito con obbligo di riscatto, firmando un contratto fino al 2024. Il 18 agosto fa il suo esordio coi rossoblù nel match casalingo contro il Chievo, valido per il terzo turno di Coppa Italia 2019-2020, segnando la rete del provvisorio 2-0 (la partita si chiuderà sul punteggio di 2-1 in favore dei sardi). In campionato il primo centro arriva il 10 novembre, nel successo per 5-2 sulla Fiorentina. In stagione colleziona 32 presenze e 2 gol.
Nel dicembre del 2020 si procura un infortunio al legamento crociato del ginocchio destro, che lo costringe a stare lontano dai campi per sei mesi. Ristabilitosi dall'infortunio, il 31 luglio 2021 gioca da subentrante l'amichevole con l'Fußball-Club Augsburg 1907, infortunandosi nuovamente allo stesso crociato dopo appena 10 minuti di gioco. Il 3 aprile 2022 ritorna in campo nella sconfitta contro l'Udinese, entrando al 65' al posto di Zappa e giocando le restanti otto partite di campionato.
Subito dopo la retrocessione è vicino all'addio ai sardi, salvo poi rinnovare il contratto fino al 2026. Il 2 settembre realizza il suo primo gol con i sardi in Serie B, mettendo a segno la rete decisiva contro il Modena. La stagione termina con la promozione del Cagliari in Serie A, con 21 presenze.
Durante il ritiro prestagionale, nel corso dell'amichevole contro la RomaU19, subisce un nuovo infortunio al legamento crociato, questa volta del ginocchio sinistro.

#### Ritorno alla Dinamo Zagabria
Il 12 febbraio 2024 viene ceduto in prestito fino al termine della stagione alla Dinamo Zagabria.

### Nazionale
Il 12 novembre 2014 debutta in campo internazionale contro l'Argentina all'84º come sostituto di Duje Čop. Convocato per il campionato d'Europa 2016, esordisce nel torneo il 21 giugno, durante la partita vinta per 2-1 contro la Spagna.
Dopo due anni da convocato fisso, non viene incluso nella lista dei giocatori selezionati per il campionato del mondo 2018.

## Statistiche

### Presenze e reti nei club
Statistiche aggiornate al 23 novembre 2024.
| Stagione               | Squadra                | Campionato             | Campionato | Campionato | Coppe nazionali | Coppe nazionali | Coppe nazionali | Coppe continentali | Coppe continentali | Coppe continentali | Altre coppe | Altre coppe | Altre coppe | Totale | Totale |
| Stagione               | Squadra                | Comp                   | Pres       | Reti       | Comp            | Pres            | Reti            | Comp               | Pres               | Reti               | Comp        | Pres        | Reti        | Pres   | Reti   |
| ---------------------- | ---------------------- | ---------------------- | ---------- | ---------- | --------------- | --------------- | --------------- | ------------------ | ------------------ | ------------------ | ----------- | ----------- | ----------- | ------ | ------ |
| 2013-2014              | Varaždin               | 3.HNL                  | 30         | 17         | CC              | 1               | 0               | -                  | -                  | -                  | -           | -           | -           | 31     | 17     |
| 2014-2015              | RNK Spalato            | 1.HNL                  | 30         | 7          | CC              | 7               | 1               | UEL                | 7                  | 1                  | -           | -           | -           | 44     | 9      |
| 2015-2016              | Dinamo Zagabria        | 1.HNL                  | 34         | 3          | CC              | 4               | 1               | UCL                | 12                 | 2                  | -           | -           | -           | 50     | 6      |
| ago. 2016              | Dinamo Zagabria        | 1.HNL                  | 6          | 2          | CC              | 0               | 0               | UCL                | 6                  | 3                  | -           | -           | -           | 12     | 5      |
| ago. 2016-2017         | Napoli                 | A                      | 15         | 0          | CI              | 2               | 0               | UCL                | 2                  | 0                  | -           | -           | -           | 19     | 0      |
| 2017-2018              | Napoli                 | A                      | 28         | 1          | CI              | 2               | 0               | UCL+UEL            | 6+1                | 0                  | -           | -           | -           | 37     | 1      |
| 2018-gen. 2019         | Napoli                 | A                      | 9          | 1          | CI              | 0               | 0               | UCL                | 2                  | 0                  | -           | -           | -           | 11     | 1      |
| Totale Napoli          | Totale Napoli          | Totale Napoli          | 52         | 2          |                 | 4               | 0               |                    | 11                 | 0                  |             | -           | -           | 67     | 2      |
| gen.-giu. 2019         | Siviglia               | PD                     | 10         | 0          | CR              | 0               | 0               | UEL                | 3                  | 0                  | SS          | 0           | 0           | 13     | 0      |
| 2019-2020              | Cagliari               | A                      | 30         | 1          | CI              | 2               | 1               | -                  | -                  | -                  | -           | -           | -           | 32     | 2      |
| 2020-2021              | Cagliari               | A                      | 14         | 0          | CI              | 2               | 0               | -                  | -                  | -                  | -           | -           | -           | 16     | 0      |
| 2021-2022              | Cagliari               | A                      | 8          | 0          | CI              | 0               | 0               | -                  | -                  | -                  | -           | -           | -           | 8      | 0      |
| 2022-2023              | Cagliari               | B                      | 21+2       | 1          | CI              | 0               | 0               | -                  | -                  | -                  | -           | -           | -           | 23     | 1      |
| 2023-feb. 2024         | Cagliari               | A                      | 0          | 0          | CI              | 0               | 0               | -                  | -                  | -                  | -           | -           | -           | 0      | 0      |
| Totale Cagliari        | Totale Cagliari        | Totale Cagliari        | 73+2       | 2          |                 | 4               | 1               |                    | -                  | -                  |             | -           | -           | 79     | 3      |
| feb.-giu. 2024         | Dinamo Zagabria        | 1.HNL                  | 6          | 0          | CC              | 3               | 0               | UECL               | 0                  | 0                  | SC          | -           | -           | 9      | 0      |
| 2024-2025              | Dinamo Zagabria        | 1.HNL                  | 13         | 0          | CC              | 0               | 0               | UCL                | 5                  | 0                  | -           | -           | -           | 18     | 0      |
| Totale Dinamo Zagabria | Totale Dinamo Zagabria | Totale Dinamo Zagabria | 59         | 5          |                 | 7               | 1               |                    | 23                 | 5                  |             | -           | -           | 89     | 11     |
| Totale carriera        | Totale carriera        | Totale carriera        | 256        | 33         |                 | 23              | 3               |                    | 44                 | 6                  |             | 0           | 0           | 323    | 42     |

### Cronologia presenze e reti in nazionale
| Cronologia completa delle presenze e delle reti in nazionale ― Croazia | Cronologia completa delle presenze e delle reti in nazionale ― Croazia | Cronologia completa delle presenze e delle reti in nazionale ― Croazia | Cronologia completa delle presenze e delle reti in nazionale ― Croazia | Cronologia completa delle presenze e delle reti in nazionale ― Croazia | Cronologia completa delle presenze e delle reti in nazionale ― Croazia | Cronologia completa delle presenze e delle reti in nazionale ― Croazia | Cronologia completa delle presenze e delle reti in nazionale ― Croazia |
| Data                                                                   | Città                                                                  | In casa                                                                | Risultato                                                              | Ospiti                                                                 | Competizione                                                           | Reti                                                                   | Note                                                                   |
| ---------------------------------------------------------------------- | ---------------------------------------------------------------------- | ---------------------------------------------------------------------- | ---------------------------------------------------------------------- | ---------------------------------------------------------------------- | ---------------------------------------------------------------------- | ---------------------------------------------------------------------- | ---------------------------------------------------------------------- |
| 12-11-2014                                                             | Londra                                                                 | Argentina                                                              | 2 – 1                                                                  | Croazia                                                                | Amichevole                                                             | -                                                                      | 84’                                                                    |
| 27-5-2016                                                              | Koprivnica                                                             | Croazia                                                                | 1 – 0                                                                  | Moldavia                                                               | Amichevole                                                             | -                                                                      | 46’                                                                    |
| 4-6-2016                                                               | Fiume                                                                  | Croazia                                                                | 10 – 0                                                                 | San Marino                                                             | Amichevole                                                             | -                                                                      | 75’                                                                    |
| 21-6-2016                                                              | Bordeaux                                                               | Croazia                                                                | 2 – 1                                                                  | Spagna                                                                 | Euro 2016 - 1º turno                                                   | -                                                                      | 29’ 82’                                                                |
| 6-10-2016                                                              | Scutari                                                                | Kosovo                                                                 | 0 – 6                                                                  | Croazia                                                                | Qual. Mondiali 2018                                                    | -                                                                      | 71’                                                                    |
| 9-10-2016                                                              | Tampere                                                                | Finlandia                                                              | 0 – 1                                                                  | Croazia                                                                | Qual. Mondiali 2018                                                    | -                                                                      | 81’                                                                    |
| 15-11-2016                                                             | Belfast                                                                | Irlanda del Nord                                                       | 0 – 3                                                                  | Croazia                                                                | Amichevole                                                             | -                                                                      | 87’                                                                    |
| 24-3-2017                                                              | Zagabria                                                               | Croazia                                                                | 1 – 0                                                                  | Ucraina                                                                | Qual. Mondiali 2018                                                    | -                                                                      | 90+2’                                                                  |
| 28-3-2017                                                              | Tallinn                                                                | Estonia                                                                | 3 – 0                                                                  | Croazia                                                                | Amichevole                                                             | -                                                                      | 58’                                                                    |
| 6-10-2017                                                              | Fiume                                                                  | Croazia                                                                | 1 – 1                                                                  | Finlandia                                                              | Qual. Mondiali 2018                                                    | -                                                                      | 54’ 89’                                                                |
| 9-10-2017                                                              | Kiev                                                                   | Ucraina                                                                | 0 – 2                                                                  | Croazia                                                                | Qual. Mondiali 2018                                                    | -                                                                      | 90’                                                                    |
| 28-3-2018                                                              | Arlington                                                              | Messico                                                                | 0 – 1                                                                  | Croazia                                                                | Amichevole                                                             | -                                                                      | 60’                                                                    |
| 6-9-2018                                                               | Lisbona                                                                | Portogallo                                                             | 1 – 1                                                                  | Croazia                                                                | Amichevole                                                             | -                                                                      | 72’                                                                    |
| 11-9-2018                                                              | Elche                                                                  | Spagna                                                                 | 6 – 0                                                                  | Croazia                                                                | UEFA Nations League 2018-2019 - 1º turno                               | -                                                                      | 20’                                                                    |
| 15-10-2018                                                             | Fiume                                                                  | Croazia                                                                | 2 – 1                                                                  | Giordania                                                              | Amichevole                                                             | -                                                                      | 90+1’                                                                  |
| 18-11-2018                                                             | Londra                                                                 | Inghilterra                                                            | 2 – 1                                                                  | Croazia                                                                | UEFA Nations League 2018-2019 - 1º turno                               | -                                                                      | 79’                                                                    |
| 19-11-2019                                                             | Pola                                                                   | Croazia                                                                | 2 – 1                                                                  | Georgia                                                                | Amichevole                                                             | -                                                                      | 46’                                                                    |
| 7-10-2020                                                              | San Gallo                                                              | Svizzera                                                               | 1 – 2                                                                  | Croazia                                                                | Amichevole                                                             | -                                                                      | 57’                                                                    |
| 11-11-2020                                                             | Istanbul                                                               | Turchia                                                                | 3 – 3                                                                  | Croazia                                                                | Amichevole                                                             | -                                                                      |                                                                        |
| 14-11-2020                                                             | Solna                                                                  | Svezia                                                                 | 2 – 1                                                                  | Croazia                                                                | UEFA Nations League 2020-2021 - 1º turno                               | -                                                                      | 77’                                                                    |
| 17-11-2020                                                             | Spalato                                                                | Croazia                                                                | 2 – 3                                                                  | Portogallo                                                             | UEFA Nations League 2020-2021 - 1º turno                               | -                                                                      | 23’, 51’                                                               |
| Totale                                                                 |                                                                        | Presenze                                                               | 21                                                                     |                                                                        | Reti                                                                   | 0                                                                      |                                                                        |

## Palmarès

### Club

#### Competizioni nazionali
- Campionato croato: 2

Dinamo Zagabria: 2015-2016, 2023-2024
- Coppa di Croazia: 2

Dinamo Zagabria: 2015-2016, 2023-2024